# Lega Pro Seconda Divisione 2008/2009
Soutěžní ročník Lega Pro Seconda Divisione 2008/09 byl 31. ročník čtvrté nejvyšší italské fotbalové ligy. Soutěž začala 31. srpna 2008 a skončila 21. června 2009. Účastnilo se jí celkem 54 týmů rozdělené do tří skupin po 18 klubech. Z každé skupiny postoupil vítěz přímo do třetí ligy, druhý postupující se probojoval přes play off.
Kluby které měli sestoupit (Valenzana Calcio, US Poggibonsi a AC Isola Liri) nakonec zůstali v soutěži i v příští sezoně.